# 葛城村 (福岡県)
葛城村（かつらぎむら）は、福岡県築上郡にあった村。現在の築上郡築上町の一部。

## 地理
- 国見山の北麓、極楽寺川・岩丸川流域の谷間に位置していた[1]。

## 歴史
- 1889年（明治22年）4月1日 - 町村制の施行により、築城郡越路村、坂本村、水原村、奈古村、岩丸村、極楽寺村、日奈古村が合併し葛城村が成立[1][2]。
- 1896年（明治29年）4月1日 - 郡の統合により築上郡の所属となる[1][3]。
- 1943年（昭和18年）- 森林組合設立[1]。
- 1958年（昭和23年）- 農業協同組合設立[1]。
- 1955年（昭和30年）1月1日 - 築上郡椎田町、八津田村、西角田村と新設合併して椎田町が存続し、同日葛城村廃止[1][2]。